# Igor Achriemczik
Igor Władimirowicz Achriemczik (ros. Игорь Владимирович Ахремчик; ur. 18 października 1933 w Leningradzie, zm. 5 stycznia 1990 tamże) – rosyjski wioślarz reprezentujący ZSRR, brązowy medalista olimpijski.
Wystąpił na igrzyskach olimpijskich w Rzymie w 1960, gdzie reprezentacja ZSRR w składzie: Igor Achriemczik, Jurij Baczurow, Walentin Morkowkin i Anatolij Tarabrin zdobyli brązowy medal w czwórkach bez sternika. W finale o 3,36 sekundy przegrali z osadą USA i o 0,84 sekundy z osadą Włoch. Był to jego jedyny start olimpijski.
Ponadto zdobył srebrny medal w czwórce bez sternika na mistrzostwach Europy w Pradze (1961).
Zdobywał mistrzostwo ZSRR w czwórkach bez sternika w latach 1960-1962. Po zakończeniu kariery został trenerem. Odznaczony Medalem „Za pracowniczą wybitność”.